# In the Northland
In the Northland è un cortometraggio muto del 1914 diretto da John Ince. Prodotto dalla su un soggetto di Emmett C. Hall, era interpretato da John Ince, Rosetta Brice, Joseph Kaufman e Percy Winter.

## Produzione
Il film fu prodotto dalla Lubin Manufacturing Company.

## Distribuzione
Distribuito dalla General Film Company, il film - un cortometraggio in due bobine - uscì nelle sale cinematografiche statunitensi il 13 maggio 1914.